# Вінфілд (Іллінойс)
Вінфілд (англ. Winfield) — селище (англ. village) в США, в окрузі Дюпаж штату Іллінойс. Населення — 9835 осіб (2020).

## Географія
Вінфілд розташований за координатами 41°52′39″ пн. ш. 88°9′4″ зх. д. / 41.87750° пн. ш. 88.15111° зх. д. (41.877442, -88.151096).  За даними Бюро перепису населення США в 2010 році селище мало площу 7,85 км², з яких 7,75 км² — суходіл та 0,10 км² — водойми.

## Демографія
Згідно з переписом 2010 року, у селищі мешкало 9080 осіб у 3414 домогосподарствах у складі 2553 родин. Густота населення становила 1156 осіб/км².  Було 3544 помешкання (451/км²).
Расовий склад населення:
| - 91,6 % — білих - 3,4 % — азіатів - 1,5 % — чорних або афроамериканців - 0,1 % — корінних американців - 1,4 % — осіб інших рас |

До двох чи більше рас належало 1,9 %. Частка іспаномовних становила 5,4 % від усіх жителів.
За віковим діапазоном населення розподілялося таким чином: 23,9 % — особи молодші 18 років, 63,0 % — особи у віці 18—64 років, 13,1 % — особи у віці 65 років та старші. Медіана віку мешканця становила 44,1 року. На 100 осіб жіночої статі у селищі припадало 95,5 чоловіків;  на 100 жінок у віці від 18 років та старших — 91,7 чоловіків також старших 18 років.
Середній дохід на одне домашнє господарство  становив 121 457 доларів США (медіана — 91 409), а середній дохід на одну сім'ю — 140 858 доларів (медіана — 114 167). Медіана доходів становила 69 474 долари для чоловіків та 61 699 доларів для жінок. За межею бідності перебувало 4,5 % осіб, у тому числі 5,8 % дітей у віці до 18 років та 2,9 % осіб у віці 65 років та старших.
Цивільне працевлаштоване населення становило 5036 осіб. Основні галузі зайнятості: освіта, охорона здоров'я та соціальна допомога — 26,1 %, виробництво — 13,8 %, науковці, спеціалісти, менеджери — 12,7 %.